# CCC Team
CCC Team (UCI kód: CCC), dříve známý jako BMC Racing Team, byl polský cyklistický UCI WorldTeam, jenž zanikl po sezóně 2020, neboť nebyl schopen najít nového titulárního sponzora. Jejich licenci převzal belgický UCI ProTeam Circus–Wanty Gobert.

## Historie
Tým byl založen v roce 2007 jako BMC Racing Team a byl sponzorován výrobcem jízdních kol BMC Switzerland. Pro sezónu 2010 tým podepsal hned několik cyklistů světové úrovně, zahrnující mistra světa v silničním závodu z roku 2009 Cadela Evanse, amerického šampiona v silničním závodu z roku 2009 George Hincapieho, mistra světa v silničním závodu z roku 2008 Alessandra Ballana, či specialisty na jarní klasiky Karstena Kroona a Marcuse Burghardta.
V roce 2010 se tým zúčastnil svých prvních dvou Grand Tours, a sice Tour de France 2010 a Gira d'Italia 2010. V roce 2011 tým získal UCI ProTour licenci, čímž se dostal mezi týmy nejvyšší úrovně. Cadel Evans vyhrál pro tento tým Tour de France. Pro sezónu 2012 tým podepsal Thora Hushovda a Philippa Gilberta, mistry světa v silničním závodu z let 2010 a 2012.
Evans na Tour de France 2012 své vítězství neobhájil a závod dokončil na sedmém místě, dvě místa za týmovým kolegou Tejayem van Garderenem
Na Giru d'Italia 2013 se Evans umístil třetí.
Na Tour de France 2013 se Cadel Evans umístil na 39. místě a Tejay van Garderen na 45. místě. Nejvýše umístěný jezdec týmu byl Steve Morabito na 35. místě. Krátce po konci Tour tým oznámil, že John Lelangue, jenž byl sportovním ředitelem od začátku týmu v roce 2007, opouští tým "kvůli osobním důvodům". V září 2013 Jim Ochowicz oznámil spojení s Valeriem Pivou, který nahradil Lelangua. 
Pro sezónu 2015 tým BMC podepsal Alessandra De Marchiho, Damiana Carusa a Jempyho Druckera. Tým také oznámil, že podepsal Rohana Dennise. Avermaet se umístil osmý v UCI individuálním žebříčku. Mezitím tým vyhrál týmovou časovku na světovém šampionátu v silniční cyklistice.
Pro sezónu 2016 se k týmu připojil Australan Richie Porte. Dostal se na pódium na Tour Down Under a na Paříž–Nice, a i díky těmto výsledkům se umístil sedmý v žebříčku UCI. Van Avermaet se v tom samém žebříčku umístil na šestém místě poté, co vyhrál Tirreno–Adriatico a GP de Montréal.
Van Avermaet vyhrál v sezóně 2017 Omloop Het Nieuwsblad, E3 Harelbeke, Gent–Wevelgem a Paříž–Roubaix, proto se umístil první v žebříčku UCI. Porte se umístil na 12. místě, během sezóny vyhrál Tour Down Under a Tour de Romandie. 
V sezóně 2018 vyhrál Porte Tour de Suisse.
V červenci 2018 tým oznámil, že se obuvnická firma CCC stane novým titulárním sponzorem. Tento krok ukázal zvýšený zájem CCC o cyklistiku, s tím, že firma sponzorovala od roku 2019 UCI WorldTeam CCC Team a UCI ProTeam CCC Sprandi Polkowice, který sešel na kontinentální úroveň pro sezónu 2019 pod názvem CCC Development Team. Van Avermaet zůstal v týmu jako lídr, zatímco Porte odešel do týmu Trek–Segafredo.

## Soupiska týmu
K 19. srpnu 2020
- Will Barta (USA) (* 4. ledna 1996)
- Patrick Bevin (NZL) (* 15. února 1991)
- Josef Černý (CZE) (* 11. května 1993)
- Víctor de la Parte (ESP) (* 22. června 1986)
- Alessandro De Marchi (ITA) (* 19. května 1986)
- Simon Geschke (GER) (* 13. března 1986)
- Kamil Gradek (POL) (* 17. září 1990)
- Jan Hirt (CZE) (* 21. ledna 1991)
- Jonas Koch (GER) (* 25. června 1993)
- Pavel Kočetkov (RUS) (* 7. března 1986)
- Kamil Małecki (POL) (* 2. ledna 1996)
- Jakub Mareczko (ITA) (* 30. dubna 1994)
- Michał Paluta (POL) (* 4. října 1995)
- Serge Pauwels (BEL) (* 21. listopadu 1983)
- Joey Rosskopf (USA) (* 5. září 1989)
- Szymon Sajnok (POL)  (* 24. srpna 1997)
- Michael Schär (SUI) (* 29. září 1986)
- Matteo Trentin (ITA) (* 2. srpna 1989)
- Attila Valter (HUN) (* 12. června 1998)
- Greg Van Avermaet (BEL) (* 17. května 1985)
- Gijs Van Hoecke (BEL) (* 12. listopadu 1991)
- Nathan Van Hooydonck (BEL) (* 12. října 1995)
- Guillaume Van Keirsbulck (BEL) (* 14. února 1991)
- Francisco Ventoso (ESP) (* 6. května 1982)
- Łukasz Wiśniowski (POL) (* 7. prosince 1991)
- Ilnur Zakarin (RUS) (* 15. září 1989)
- Georg Zimmermann (GER) (* 11. října 1997)

## Vítězství na národních šampionátech
2011
 Norský silniční závod, Alexander Kristoff
 Švýcarská časovka, Martin Kohler
2012
 Švýcarský silniční závod, Martin Kohler
 Mistrovství světa v silničním závodu, Philippe Gilbert
2013
 Italský silniční závod, Ivan Santaromita
 Italská časovka, Marco Pinotti
 Švýcarský silniční závod, Michael Schär
 Norský silniční závod, Thor Hushovd
2014
 Americká časovka, Taylor Phinney
 Slovenská časovka, Peter Velits
2015
 Mistrovství světa v dráhové cyklistice (individuální stíhačka), Stefan Küng
 Švýcarská časovka, Silvan Dillier
 Švýcarský silniční závod, Danilo Wyss
 Švýcarská individuální stíhačka, Stefan Küng
 Švýcarský bodovací závod, Stefan Küng
2016
 Australská časovka, Rohan Dennis
 Americká časovka, Taylor Phinney
 Italská časovka, Manuel Quinziato
 Belgický silniční závod, Philippe Gilbert
2017
 Australská časovka, Rohan Dennis
 Australský silniční závod, Miles Scotson
 Lucemburská časovka, Jempy Drucker
 Švýcarská časovka, Stefan Küng
 Americká časovka, Joey Rosskopf
 Švýcarský silniční závod, Silvan Dillier
2018
 Australská časovka, Rohan Dennis
 Americká časovka, Joey Rosskopf
 Švýcarská časovka, Stefan Küng
 Mistrovství světa v časovce, Rohan Dennis
2019
 Novozélandská časovka, Patrick Bevin
2020
 Česká časovka, Josef Černý
 Polská časovka, Kamil Gradek